# Университарио Попаян
Университарио Попаян (на испански: Universitario Popayán) е колумбийски футболен отбор от Попаян, департамент Каука. Основан е на 21 май 2011 г.

## История
Отборът е наследник на изпадналия във финансови затруднения Сентаурос Вилявисенсио. Неговият собственик решава да започне начисто с отбор с ново име в Попаян, където местната власт обещава финансова подкрепа. Сезон 2011 в Категория Примера Б обаче е доигран със старото име. Във втория му полусезон Университарио стига до финал, но губи от Депортиво Пасто с общ резултат 2:1.

## Рекорди
- Най-голяма победа: 4:0 срещу Реал Сантандер
- Най-голяма загуба: 8:0 срещу Валедупар